# Бурман, Георгий Владимирович
Георгий Владимирович Бурман (4 ноября 1865 — 3 февраля 1922) — военачальник русской императорской армии и РККА, генерал-майор, создатель противовоздушной обороны Петрограда.

## Биография

Могила Бурмана на Новодевичьем кладбище Москвы.

Из дворян Витебской губернии. Внук инженерного генерала Георгия Германовича Ван-Бурмана. Отец — комендант Новогеоргиевской крепости инженер-генерал Владимир Георгиевич Бурман. Братья — генерал-майор Андрей Владимирович Бурман, полковник Александр Владимирович Бурман.
Окончил 1-й кадетский корпус и Николаевское инженерное училище.
В 1886, по окончании училища, выпущен подпоручиком в 10-й сапёрный батальон с прикомандированием к лейб-гвардии Сапёрному батальону. 11 августа 1886 переведён в лейб-гвардии Сапёрный батальон в чине подпоручика Гвардии. С 11 августа 1890 — поручик, с 6 мая 1900 — штабс-капитан. Назначен командиром сапёрной роты.
1 января 1906 года произведён в полковники за отличие, назначен адъютантом Е. И. В. генерал-инспектора по инженерной части.
С 6 сентября 1908 года — начальник Офицерской электротехнической школы. В 1910 году произведён в генерал-майоры за отличие (старшинство с 1 января 1912).
30 ноября 1914 года, приказом № 90 командующего 6-й армией генерала от артиллерии Фан-дер-Флита, был назначен начальником воздушной обороны Петрограда и его окрестностей. С 14 мая 1915 года — начальник воздушной обороны Петрограда и Царского Села. С 22 июля 1915 — начальник обороны от воздушного нападения Императорской резиденции в Царском Селе и Петрограде.
С 8 мая 1916 — председатель комитета при Главном военно-техническом управлении по устройству постоянных радиостанций. С 20 марта 1917 — начальник Офицерской электротехнической школы.
31 августа 1917 назначен начальником воздушной обороны Петрограда.
В 1918 году добровольно вступил в РККА, в связи с передислокацией Офицерской электротехнической школы в Сергиев Посад переехал в Москву. С 12 марта 1919 — инспектор инженерных школ и курсов, временно исполняющий должность начальника электроотдела Главного военно-инженерного управления.
В 1922 году, возвращаясь в Москву с Урала, из очередной инспекторской поездки, был арестован в поезде (причина ареста неизвестна) и помещён в Бутырскую тюрьму, где 3 февраля 1922 года скончался от возвратного тифа. Похоронен на Новодевичьем кладбище. Долгое время на могиле Бурмана стоял скромный металлический крест, и только в 2010 году там установили памятник.

### Семья
Супруга — Мария Николаевна, дочь кавалергарда, Козельского уездного предводителя дворянства Николая Булгакова. В браке родилось 10 детей.

## Награды
- Орден Святой Анны 2-й степени (1904)
- Орден Святого Владимира 3-й степени (1909)
- Орден Святого Станислава 1-й степени (1912)